# Suối Làng Nõn
Suối Làng Nõn (tên khác: Suối Mỏ) là một con suối đổ ra Sông Đinh Đèn. Suối có chiều dài 33 km và diện tích lưu vực là 137 km². Suối Làng Nõn chảy qua các tỉnh.